# Jonathan Santana
Jonathan Santana Ghere (Buenos Aires, 19 ottobre 1981) è un ex calciatore argentino naturalizzato paraguaiano, di ruolo centrocampista.

## Palmarès

### Club
- Campionato tedesco: 1

Wolfsburg: 2008-2009